# Josipa Bura
Josipa Bura (ur. 3 marca 1985 w Szybeniku) – chorwacka koszykarka, występująca na pozycjach silnej skrzydłowej lub środkowej, reprezentantka kraju.

## Osiągnięcia
Na podstawie, o ile nie zaznaczono inaczej.

### Drużynowe
- Mistrzyni Bośni i Hercegowiny (2012)[3]
- Wicemistrzyni:
  - Ligi Adriatyckiej (2010, 2012)
  - Chorwacji (2010, 2013, 2014)[4][5][6]
  - Czech (2017, 2020)[7]
- 3. miejsce w Ligi Adriatyckiej (2008)
- Zdobywczyni pucharu:
  - Chorwacji (2014)[6]
  - Bośni i Hercegowiny (2012)[3]
  - Czech (2019)
- Finalistka pucharu:
  - Chorwacji (2010)[4]
  - Czech (2016, 2018, 2020)
- Uczestniczka międzynarodowych rozgrywek:
  - Euroligi (2013/2014)
  - Eurocup (2009/2010)

### Indywidualne
(* – nagrody przyznane przez portal eurobasket.com)
- Zaliczona do II składu ligi chorwackiej (2013)*[5]

### Reprezentacja
Seniorska
- Brązowa medalistka igrzysk śródziemnomorskich (2009)
- Uczestniczka:
  - mistrzostw Europy (2007 – 13. miejsce)
  - kwalifikacji do Eurobasketu (2007, 2009)

Młodzieżowe
- Uczestniczka mistrzostw Europy:
  - U–20 (2005 – 5. miejsce)
  - U–18 (2002 – 8. miejsce)